# عاصم (اسم)
عاصم، اسم علم مذكر عربي الأصل من الأسماء القديمة ومعناه: الحامي والمانع والواقي والحافظ وهو أيضاً الحصن والملجأ الذي يحتمي به الإنسان من أي ضرر كما يعني المانع عن المعاصي، والمُخلِّص. ومن مشتقات عاصم: معتصم وعاصمة وعصام عصم

## وروده في القران
ذكر الاسم عدة مرات في القرآن في عدة مواضع منها:
- ﴿وَالَّذِينَ كَسَبُوا السَّيِّئَاتِ جَزَاءُ سَيِّئَةٍ بِمِثْلِهَا وَتَرْهَقُهُمْ ذِلَّةٌ مَا لَهُمْ مِنَ اللَّهِ مِنْ عَاصِمٍ كَأَنَّمَا أُغْشِيَتْ وُجُوهُهُمْ قِطَعًا مِنَ اللَّيْلِ مُظْلِمًا أُولَئِكَ أَصْحَابُ النَّارِ هُمْ فِيهَا خَالِدُونَ ۝٢٧﴾ [يونس:27]

- ﴿يَوْمَ تُوَلُّونَ مُدْبِرِينَ مَا لَكُمْ مِنَ اللَّهِ مِنْ عَاصِمٍ وَمَنْ يُضْلِلِ اللَّهُ فَمَا لَهُ مِنْ هَادٍ ۝٣٣﴾ [غافر:33]

- ﴿قَالَ سَآوِي إِلَى جَبَلٍ يَعْصِمُنِي مِنَ الْمَاءِ قَالَ لَا عَاصِمَ الْيَوْمَ مِنْ أَمْرِ اللَّهِ إِلَّا مَنْ رَحِمَ وَحَالَ بَيْنَهُمَا الْمَوْجُ فَكَانَ مِنَ الْمُغْرَقِينَ ۝٤٣﴾ [هود:43]

## مشاهير يحملون الاسم
- عاصم أبو شقرة رسام من عرب 48 من مدينة أم الفحم.
- عاصم أحمد خان سياسي هندي.
- عاصم أفندي من مشاهير العلماء والمؤلّفين في القرن الثالث عشر الهجري، وكان بصيراً في الأدب واللغات العربيّة والفارسيّة والتركيّة
- عاصم أورخان باروت فيزيائي أمريكي
- عاصم إبراهيم الكيالي شيخ الطريقة الشاذلية الدرقاوية في لبنان ومؤلف ومحقق أكثر من مئة وسبعين (170) عملاً من المصادر والمراجع في التصوف الإسلامي والعقيدة،
- عاصم إقبال لاعب باكستاني
- عاصم الجندي كاتب وصحفي ومحلل سياسي سوري.
- عاصم الجحدري أحد قراء القرآن الكريم وراوي من رواة الحديث النبوي.
- عاصم الجزار، وزير الإسكان في حكومة مصطفى مدبولي.